# Neonatología
La neonatología (palabra compuesta del griego νέο-, néo-, "nuevo"; del latín natus, "nacido" y del griego -λογία, -logía, "estudio" o "conocimiento") es una rama de la medicina derivada de la pediatría, hoy en día considerada una Nueva Especialidad Médica, dedicada al diagnóstico y tratamiento de las enfermedades del ser humano durante los primeros 28 días de vida, desde la atención médica del recién nacido en la sala de partos, el período hebdomadario (los primeros 7 días) hasta los 28 días de vida del niño, posterior a los cuales se le considera como "lactante" entrando ya al campo de la pediatría propiamente dicha. Los principales pacientes de los neonatólogos son los neonatos que requieren cuidados iniciales fisiológicos durante la transición de la vida intrauterina a la extrauterina y en menor medida los pacientes que requieren cuidados especiales debido a que son recién nacidos que presentan patologías.

## Historia
Las tasas de mortalidad infantil eran muy altas en la antigüedad hasta finales del 1800, cuando el Dr. Joseph B. De Lee estableció la primera estación de incubación de neonatos prematuros en Chicago, Illinois. En 1907, Pierre Budín relacionó la alta mortalidad de los recién nacidos prematuros con su baja capacidad de regular su temperatura corporal, lo que impulsó el desarrollo y la utilización de la incubadora. En 1952, la Dra. Virginia Apgar describió el test de Apgar, utilizado hasta la fecha para evaluar la condición del recién nacido. Hoy en día esta especialidad se ha ido potenciando siendo cada vez más importante, dado que en el 2019, el 47 % de las muertes en el mundo de menores de cinco años se produce en este periodo.
La neonatología fue reconocida como especialidad o subespecialidad  médica  según países en 1960 y previamente fueron sus pioneros los que iniciaron el legado del que hoy disponemos.